# 봉포항
봉포항(鳳浦港)은 강원특별자치도 고성군 토성면 봉포리에 위치한 어항이다. 지방어항으로 지정하여 관리하고 있다. 시설관리자는 고성군수이다.

## 어항구역
봉포항의 어항구역은 다음과 같다.
- 수역
  - 본 방파제 북서측 179번지의 북동측 돌출부(N38˚ 14´ 59.792˝,	E126˚ 34´ 05.835˝, X:527,829.643, Y:161,962.162)에서 20°방향으로 220m지점(N38˚ 15´ 02.264˝, E126˚ 34´ 14.323˝, X:527,904.887, Y:162,168.894), 이점에서 310°방향으로 550m지점(N38˚ 14´ 48.652˝, E126˚ 34´ 28.945˝, X:527,483.563, Y:162,522.428), 이점에서 215°방향으로 육지측 지적경계선과 만나는 점을 순차적으로 연결한 선내의 수역
- 육역
  - 고성군 토성면 봉포리 1-1 (잡종지, 1009m2)
  - 고성군 토성면 봉포리 1-2 (대지, 1075m2)
  - 고성군 토성면 봉포리 1-3 (전, 1808m2)
  - 고성군 토성면 봉포리 1-5 (잡종지, 4693m2)
  - 고성군 토성면 봉포리 1-6 (제방, 2963m2)
  - 고성군 토성면 봉포리 1-7 (잡종지, 8220m2)
  - 고성군 토성면 봉포리 1-8 (제방, 308m2)
  - 고성군 토성면 봉포리 1-9 (잡종지, 2208m2)
  - 고성군 토성면 봉포리 1-10 (잡종지, 143m2)
  - 고성군 토성면 봉포리 1-20 (제방, 499m2)
  - 고성군 토성면 봉포리 18-3 (제방, 388m2)
  - 고성군 토성면 봉포리 18-4 (제방, 409m2)
  - 고성군 토성면 봉포리 18-10 (제방, 1107m2)